# Spanyol lovasiskola (Bécs)
A spanyol lovasiskola egy bécsi (Hofburg) székhelyű lovasiskola neve, amely eredetileg az osztrák királyi család lovasképzéséért volt felelős. Fontos szerepe van a klasszikus lovaglás megőrzésében. Feltehetőleg a 19. század eleje óta nevezik így.
A 15. század végén és a 16. század elején a művészien betanult lovaglás újra virágkorát élte, és viszonylag gyorsan terjedt el egész Európában, mindenekelőtt a királyi és fejedelmi udvarokon. A bécsi iskola története I. Ferdinánd császár fiával, II. Miksa császárral kezdődik, aki 1526-ban létrehozta a kladrubi ménest, a későbbi iskola "alapkövét".
Nevét a híres spanyol lovakról kapta, amelyeket még az iskola 1722-beli hivatalos alapítása előtt használtak. Mai napig is csak fehér lipicai méneken, az egykori spanyol lovak leszármazottjain lovagolnak. A lovasiskola hetente kétszer rendez bemutató előadást, és évente kétszer világ-körüli túrán mutatják be a klasszikus díjlovaglás művészetét. Az iskola jelentős turisztikai attrakció is amely évente több ezer ember látogatót vonz.

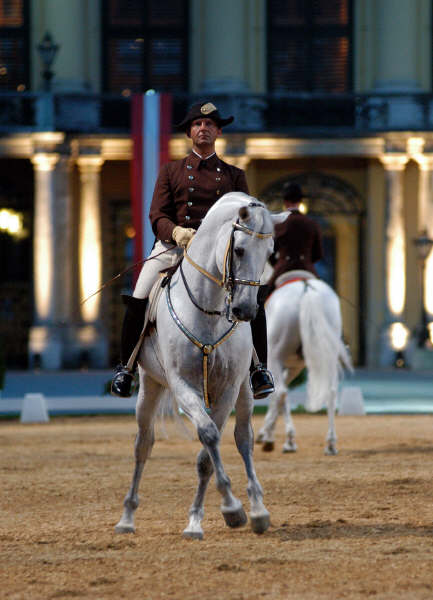
Andreas Hausberger a Maestoso Basowizza hátán

## Külső hivatkozások
- A bécsi spanyol lovasiskola hivatalos honlapja